# Chương trình Mùa hè xanh
Mùa hè xanh (hay Chiến dịch tình nguyện Mùa hè xanh) là một hoạt động tình nguyện thường niên do Trung ương Đoàn TNCS Hồ Chí Minh & Hội Sinh viên Việt Nam tổ chức. Nằm trong chuỗi chiến dịch tình nguyện hè hàng năm, Mùa hè xanh thu hút sự chú ý của các bạn đoàn viên, sinh viên, không chỉ đơn thuần là một chuyến đi dài đến các tỉnh, thành mà còn là một chuỗi các hoạt động xã hội mang ý nghĩa lớn lao và tính nhân văn sâu sắc cho bản thân & cộng đồng.

## Lịch sử và nguồn gốc hình thành

### Chiến dịch Ánh sáng văn hóa hè (1994 - 1996)
Vào những năm 1990, tại các huyện ngoại thành của Thành phố Hồ Chí Minh tình trạng mù chữ của người dân còn nhiều, nhu cầu xóa mù chữ rất cần thiết. Lúc này, phong trào tình nguyện xóa mù chữ đã được sinh viên Trường Đại học Sư phạm Thành phố Hồ Chí Minh thực hiện dưới tên gọi "Công tác hè" và lan tỏa sang một số trường khác trên địa bàn thành phố. Ban đầu, chỉ vỏn vẹn với 35 sinh viên tham gia, đến những năm tiếp theo số lượng sinh viên tham gia càng nhiều.
Từ thực tế của phong trào, và nhu cầu bức thiết của cuộc sống trong giai đoạn ấy, Tháng 7 năm 1994 , Ban Thường vụ Thành đoàn Thành phố Hồ Chí Minh đã quyết định phát động chiến dịch tình nguyện Ánh sáng văn hóa hè và được tổ chức thí điểm tại huyện Bình Chánh, Năm đầu tiên đã thu hút được 700 sinh viên từ các trường ở thành phố đồng loạt ra quân về các xã trên địa bàn huyện Bình Chánh, tổ chức lớp học và trực tiếp giảng dạy trong gần 3 tháng, xóa mù chữ cho 483 người ở mức 1 và 504 người ở mức 2; qua đó giúp đẩy nhanh tiến độ phổ cập giáo dục của thành phố.
Năm 1995, Thành đoàn mở rộng phạm vi chiến dịch đến tất cả các huyện ngoại thành của Thành phố Hồ Chí Minh và huyện Đông Phú, tỉnh Sông Bé (nay là Bình Phước). Từ năm 1994-1996 đã có 5.780 người được xóa mù chữ đạt mức 1 và 15.132 người được xóa mù chữ mức 2.

### Chiến dịch tình nguyện Mùa hè xanh (từ 1997)
- Cuối năm 1996, Thành phố Hồ Chí Minh đạt chuẩn quốc gia về xóa mù chữ. Nhiệm vụ chính của chiến dịch Ánh sáng văn hóa hè đã hoàn thành. Từ những cơ sở trên, Ban Thường vụ Thành Đoàn quyết định đẩy mạnh phong trào tình nguyện trong giới học sinh - sinh viên thành phố lên một bước cao hơn, Từ đó, Chiến dịch tình nguyện Mùa hè xanh ra đời vào tháng 6/1997, với sự tham gia của đông đảo học sinh - sinh viên trên địa bàn thành phố.
- Năm 2000, chiến dịch tình nguyện Mùa hè xanh được lan rộng ra Bến Tre, Trà Vinh. Chiến dịch Hoa phượng đỏ (1999) dành cho học sinh được sát nhập vào Mùa hè xanh.[3]

Cùng lúc này, Trung ương Đoàn TNCS Hồ Chí Minh chọn mô hình Mùa hè xanh của TP.HCM để phát động Chiến dịch Thanh niên tình nguyện hè trên toàn quốc. 
- Năm 2001, Mùa hè xanh bắt đầu tiếp nhận những thanh niên tình nguyện từ các quốc gia như Mỹ, Malaysia... cùng đến tham gia hoạt động tình nguyện trên địa bàn Thành phố Hồ Chí Minh.[4]
- Năm 2004, Mùa hè xanh mở rộng sang nước bạn Lào, và Campuchia (2007).
- Năm 2005, Mùa hè xanh có thêm đội hình chuyên.[5]
- Năm 2007: Lực lượng học sinh được tách ra tham gia chiến dịch Hoa phượng đỏ. Lúc này, Mùa hè xanh chỉ còn đối tượng tham gia là học viên, đoàn viên & sinh viên.
- Năm 2023, Thành đoàn Thành phố Hồ Chí Minh kỷ niệm 30 năm các chiến dịch tình nguyện hè của Thanh niên thành phố, từ 700 chiến sĩ đầu tiên hoạt động tại địa bàn thành phố ban đầu, đã phát triển thành Chiến dịch Mùa hè xanh với hơn 150.000 lượt thanh niên tình nguyện mỗi năm tham gia hoạt đông trên địa bàn nhiều tỉnh thành khu vực Duyên hải miền Trung, Tây Nguyên, Nam Bộ; với hàng triệu ngày công, giá trị làm lợi cho xã hội về mặt vật chất, tinh thần lên đến hàng chục tỷ đồng.

## Nội dung
Chiến dịch tình nguyện Mùa hè xanh diễn ra vào mỗi dịp hè hàng năm (từ tháng 6 - đầu tháng 9), thu hút sự tham gia của hàng triệu lượt thanh niên, sinh viên đến từ các cơ sở Đoàn - Hội Sinh viên trên địa bàn cả nước.
Với phương châm: "Đi dân nhớ, Ở dân thương, Làm dân tin", các bạn thanh niên tình nguyện cùng các đội hình chuyên môn, đội hình thường trực sẽ xuống các địa phương để thực hiện các hoạt động tình nguyện công ích, có thể kể đến như:
- Xây dựng, nâng cấp cơ sở hạ tầng như cầu, đường, điện, kênh rạch, khu phố, sơn vẽ tường trang trí các con hẻm, khu phố, xây nhà tình thương cho những hoàn cảnh khó khăn...[6]
- Xây dựng Nông thôn mới, Khu phố văn hóa tại các địa phương
- Tuyên truyền, giáo dục pháp luật, kiến thức gắn với thực tiễn cuộc sống, hỗ trợ chuyển đổi số cho người dân địa phương.
- Mở các lớp học ôn tập kiến thức, văn hóa cho học sinh
- Vì đàn em thân yêu: Xây dựng các sân chơi, hoạt động giáo dục dành cho mọi đối tượng thiếu nhi như STEM, khám phá khoa học...
- Tổ chức các hoạt động thiện nguyện như Bếp ăn 0 đồng, Máy tính cũ - tri thức mới, các hoạt động thăm hỏi, tưởng niệm Mẹ Việt Nam anh hùng, thương binh liệt sĩ, khám bệnh & tư vấn sức khỏe miễn phí, trao quà cho người dân...
- Các hoạt động hấp dẫn khác, như tạo các sản phẩm giới thiệu đặc sản địa phương [7]; Ngày Chủ nhật xanh, số hóa di tích lịch sử, trang trí "Đường cờ tổ quốc", hoạt động trang trí đường phố "Việt Nam tươi đẹp", Bình dân học vụ số...

## Ý nghĩa
Chiến dịch "Mùa hè xanh" là một trong những hoạt động hết sức ý nghĩa nhằm phát huy vai trò "xung kích, tình nguyện" của đoàn viên, sinh viên tham gia phát triển kinh tế, xây dựng nông thôn mới, đô thị văn minh. Bên cạnh những giá trị cộng đồng, Mùa hè xanh còn góp phần bồi dưỡng kỹ năng mềm, kỹ năng công tác xã hội, giáo dục đạo đức, lối sống cho đoàn viên, sinh viên.
Không chỉ đóng góp, xung kích vì cộng đồng, Mùa hè xanh còn mang lại những kỷ niệm và dấu ấn đáng nhớ, để lại những trải nghiệm không thể nào quên với các chiến sĩ tình nguyện và người dân.